# Benno II. von Osnabrück

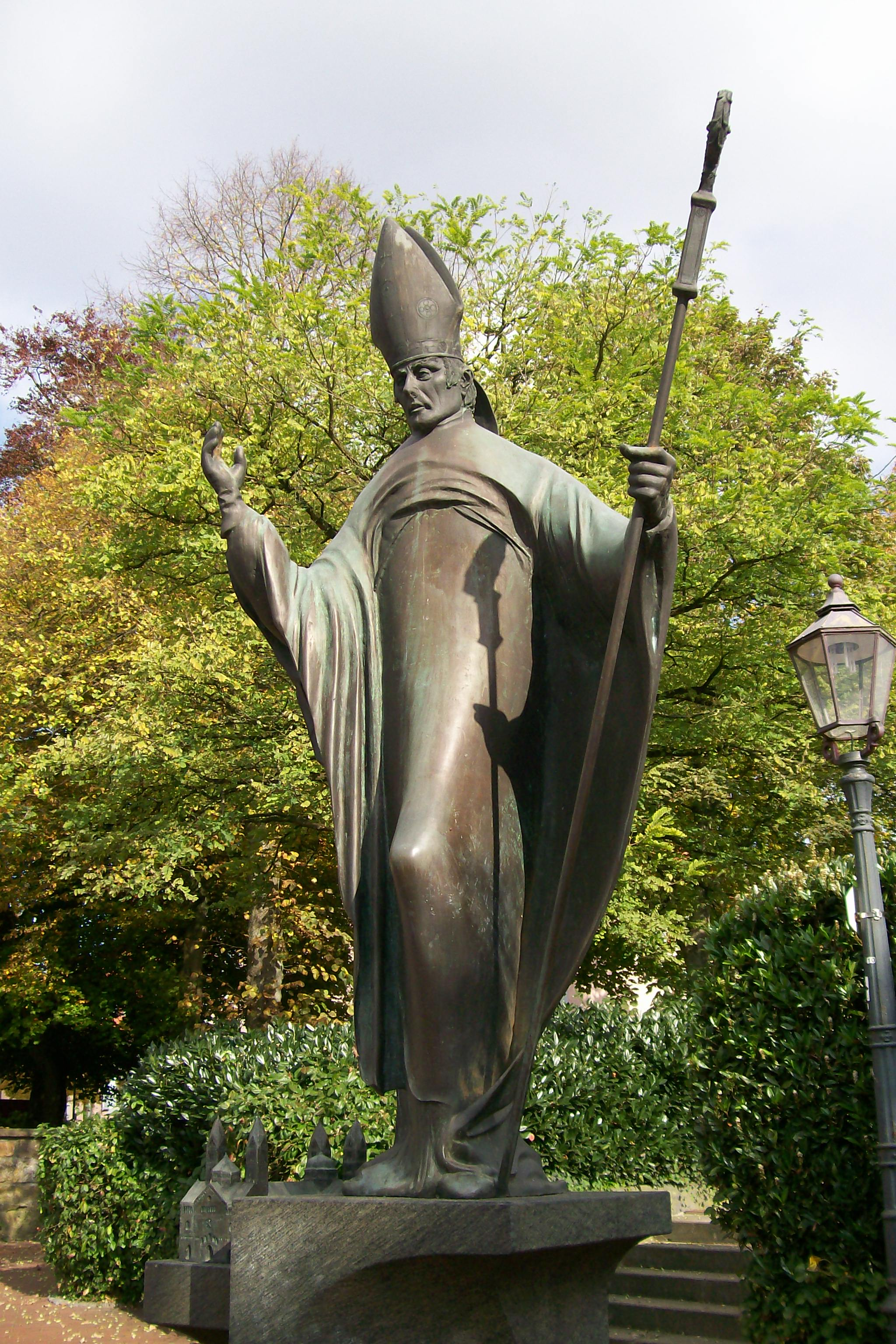
Benno II., Skulptur von Hans Gerd Ruwe, Bildhauer aus Osnabrück, in Bad Iburg (1987)

Benno II. von Osnabrück (* um 1020 in Löhningen; † 27. Juli 1088 in Bad Iburg) war Bischof von Osnabrück vom 23. November 1068 bis zu seinem Tod im Jahre 1088. Er war ein enger Berater Heinrichs IV. und ein anerkannter Baumeister. Seine Biografie schrieb zwischen 1090 und 1100 Norbert von Iburg, Abt des von Benno II. gegründeten Klosters Iburg.

## Leben
Benno entstammte wahrscheinlich einem Ministerialengeschlecht. Er erhielt in Straßburg und auf der Insel Reichenau eine hervorragende Ausbildung. Auf verschiedenen Gebieten wie der Musik, Mathematik oder der Geschichtsschreibung, theoretisch und praktisch, soll er sehr begabt gewesen sein. Im Dienste des Bischofs Wilhelm von Straßburg pilgerte er mit diesem zwischen 1040 und 1044 ins Heilige Land nach Jerusalem. Anschließend war er als Lehrer in den Domschulen in Speyer und Hildesheim tätig, in letzterer sogar als Leiter. In Speyer, wo sich der Königshof mindestens einmal jährlich aufhielt, knüpfte er Kontakte zu wichtigen Personen, bis hinauf zu Kaiser Heinrich III. Dieser ernannte ihn schließlich zum Dompropst in Goslar und zugleich zum königlichen Vicedominus der dortigen Kaiserpfalz. Dabei bewies Benno besonderes organisatorisches Talent, er war wirtschaftlich sehr erfolgreich, da er überaus einfallsreich und vorurteilslos bei der Geldbeschaffung war. Am 23. November 1068 wurde er von Heinrich IV. als Nachfolger Bennos I. zum Bischof von Osnabrück eingesetzt. Er verbesserte die Infrastruktur seiner Diözese, beispielsweise ließ er Sumpfgebiete trockenlegen und baute neue Wege. Ab 1080 galt seine besondere Aufmerksamkeit der Gründung eines Benediktinerklosters auf der Iburg. 1082 wurde dessen erster Abt geweiht. Ab 1085 verbrachte Benno seine letzten Lebensjahre in diesem Kloster, weil er sich nur ungern in Osnabrück an seinem Bischofssitz aufhielt. In Iburg starb er am 27. Juli 1088 und wurde in der Klosterkirche begraben.
Laut dem Historiker Thomas Vogtherr hat Benno II. die Gründungsurkunden des Bistums Osnabrück gefälscht und die Existenz des ersten Bischofs von Osnabrück, Wiho I., erfunden. Dies geschah, nachdem er das damals als heruntergewirtschaftet und weitgehend bedeutungslos geltende Bistum Osnabrück übernommen hatte. Mit der Zustimmung des Königs machte Benno sein Bistum somit älter, um mehr Macht und Mitspracherecht zu erreichen.

## Benno als Berater Heinrichs IV.
Während des Sachsenaufstands (um 1073) wurde der königstreue Bischof aus seinem Bistum vertrieben. Ab 1075 weilte Benno beständig in der Umgebung Heinrichs IV. Er wurde einer seiner wichtigsten Berater. Im Investiturstreit zwischen Papst Gregor VII. und König Heinrich IV. gehörte er auf der Reichsversammlung, die im Januar 1076 in Worms stattfand, zu den Bischöfen, die Gregor VII. den Gehorsam aufkündigten. An der folgenden Reichsversammlung im Mai 1076, ebenfalls in Worms, auf der der Papst abgesetzt werden sollte, war er aber nicht mehr beteiligt. Wegen seiner Unterschrift unter das Dokument vom Januar 1076 gehörte folgerichtig zu den 1076 vom Papst gebannten königlichen Räten. Dennoch konnte er sein Verhältnis zum Papst mit viel diplomatischem Geschick wiederherstellen und mehrmals erfolgreich zwischen der königlichen und der päpstlichen Partei vermitteln, so zum Beispiel im Januar 1077 in Canossa. Als Gregor VII. 1080 den Kirchenbann gegen Heinrich erneuerte, zog Benno zwar mit dessen Heer gegen Rom, ließ sich aber von keiner Seite fest vereinnahmen, weil er einerseits in Treue und Dankbarkeit dem König verbunden war, andererseits sich aber auch dem Kirchenrecht verpflichtet fühlte. Deutlich wurde dies bei der Bischofssynode in Brixen, die der Absetzung Gregors VII. und der gleichzeitigen Wahl eines neuen Papstes dienen sollte. Als es zu einer öffentlichen Abstimmung kam mit dem indirekten Zwang, gegen Gregor zu stimmen, und Neutralität nicht geduldet wurde, schaffte es Benno, keine Stimme abzugeben und seine persönliche Neutralität zu wahren, indem er sich hinter dem Altar versteckte.

## Benno als Baumeister
Benno war nicht zuletzt auch wegen seiner Fähigkeiten als Baumeister hochberühmt. Nach der Gründung dieses Rufes durch Bauten in Hildesheim und Goslar zog ihn Heinrich IV. zum Burgenbauprogramm in Sachsen (u. a. Bau der Harzburg 1065 bis 1068) heran. Später tat er sich noch mit dem Bau des Klosters Iburg und den umfangreichen Ausbauten am Dom zu Speyer hervor, wo er zum Beispiel für die nötigen Stützkonstruktionen sorgte.

## Resümee
Zum einen ist Benno eines der seltenen Beispiele für soziale Mobilität im Mittelalter, verbunden mit dem Aufstieg aus einem Ministerialengeschlecht in den Reichepiskopat. Durch sein umfassendes Studium legte Benno den Grundstein für seinen späteren Aufstieg. Doch hervorragendes Wissen und Fleiß reichten aufgrund der Herkunft nicht aus, erst das Zusammenspiel aus hervorragender Ausbildung und den von Benno geknüpften Beziehungen ermöglichten seinen sozialen Aufstieg. Insofern kamen die verschiedenen Ausbildungsstationen Bennos einer Art von Karriereplanung nahe.
Zum anderen verdeutlichen seine Schwierigkeiten während des Sachsenaufstands und des Investiturstreits den Zwiespalt, in den die Mitglieder des Reichsepiskopats in diesen Zeiten des Umbruchs geraten konnten. Indem sie natürlich religiöse Pflichten wahrnahmen, und somit den religiösen Autoritäten, allen voran dem Papst, verpflichtet waren, gerieten sie häufig genug in Widerspruch zu ihrem weltlichen Herrn, dem König, dem sie andererseits ebenfalls eidlich verpflichtet waren.